# 蔣衡 (吳縣)
蔣衡（1718年—1777年），字丕紹，號芝岡，江南蘇州府吳縣籍，長洲縣人，清朝政治人物。

## 生平
蔣衡為蘇州婁關蔣氏家族蔣燦裔孫。曾祖蔣之逵，祖父蔣文滂（字范友，號樸園，1672-1737，蔣之逵第六子），父蔣（字人瞻，號秋濤，1698-1736）為蔣文滂次子，有伯父蔣楫及叔父蔣棨等。母為刑部員外郎朱成家女（1699-1732）。
蔣衡為蔣杰長子，吳縣監生，乾隆九年（1744年）任湖南衡州府通判，升雲南武定府知府，十七年（1752年）調廣南府知府，二十二年（1757年）任江西督糧道，兼署江西按察使，二十四年（1759年）任己卯科江西武鄉試提調官，誥授中憲大夫，二十五年（1760年）任饒廣九南道，二十七年（1762年）復署江西按察使，三十年（1765年）任河南南汝光道，後改福建建寧府知府，四十二年（1777年）因屬下教官勒罰生員鄒昶銀兩致其父錫匠鄒貴明自縊案被革職，同年秋病逝。

## 家庭
夫人為雍正元年（1723年）癸卯恩科進士戴永椿次女；側室徐氏。有五子：蔣城、蔣堭、蔣坦（出嗣弟蔣岱）、蔣墀及蔣坤（出嗣弟蔣岱）。